# Shannoni repülőtér
A Shannoni repülőtér (IATA: SNN, ICAO: EINN) Írország egyik nemzetközi repülőtere, amely Limerick közelében található. Éves utasforgalma 1 418 084 fő (2022).

## Futópályák
A repülőtér futópályái:
- 06/24 (3199 m, 45 m, aszfalt)
- 13/31 (1720 m, 45 m, aszfalt)

## Forgalom
Az utasforgalom az elmúlt években az alábbi módon változott:
| Utasok száma | 3 302 046 | 3 620 623 | 2 794 563 | 1 625 453 | 1 440 034 | 1 639 315 | 1 749 367 | 1 677 661 | 352 403 | 1 418 084 |
|              | 2005      | 2007      | 2009      | 2011      | 2013      | 2014      | 2016      | 2018      | 2020    | 2022      |